# Florence Knoll
Florence Knoll, nata Schust (Saginaw, 24 maggio 1917 – Coral Gables, 25 gennaio 2019), è stata un'architetta, designer e imprenditrice statunitense.
Le è stato attribuito il merito di aver rivoluzionato l'interior design degli uffici introducendovi in particolare un design di gusto moderno. Florence Knoll e suo marito, Hans Knoll, hanno trasformato l'azienda Knoll Associates in una ditta leader nei settori dei mobili e dell'interior design. 
Knoll è nota per i suoi design di open office, con mobili moderni e organizzati razionalmente per le esigenze degli impiegati. La sua estetica era nota per le linee pulite e le geometrie chiare, "umanizzate" con trame, forme organiche e colore.

## Biografia

### Gli inizi e lo studio
I genitori di Florence Knoll morirono prematuramente e lei studiò in collegio alla Kingswood Girls' School di Bloomfield Hills, nel Michigan, dal 1932. Il complesso scolastico ospitava la Cranbrook Academy of Art, che, sotto la direzione di Eliel Saarinen, si trasformò in un centro per architetti e artisti progressisti. Saarinen e sua moglie Loja vennero a conoscenza dell'interesse e del talento della ragazza, e quando viaggiarono con il figlio Eero nella loro vecchia casa, in Finlandia, e in altri paesi europei durante le vacanze, portarono la ragazza con loro. Lì conobbe gli edifici più significativi della storia dell'architettura europea. La coppia Saarinen presentò la giovane ragazza ad amici artisti come Le Corbusier, Frank Lloyd Wright e Alvar Aalto.
Dopo essersi diplomata nel 1934, Florence Knoll iniziò a studiare alla Cranbrook Academy of Art, dove acquisì abilità artigianali nei laboratori di metallo, legno e ceramica e progettò i suoi primi mobili. Dal 1935 studiò al più antico college di architettura, l'Architectural Association di Londra. Quando tutti gli studenti americani in Europa dovettero tornare negli Stati Uniti allo scoppio della seconda guerra mondiale, la studentessa sfruttò i contatti creati nel Regno Unito: furono essenziali per la sua iscrizione all'Università di Harvard dove insegnava il designer emigrato del Bauhaus Marcel Breuer, l'inventore dei mobili costruiti con tubolari in acciaio. Fu anche studentessa di Ludwig Mies van der Rohe presso l'Illinois Institute of Technology.

### Prime esperienze lavorative
Florence Knoll iniziò la sua carriera professionale nello studio di architettura di Marcel Breuer e Walter Gropius a New York. Lavorò poi nello studio di Max Abramovitz e Wallace K. Harrison, divenuti famosi negli anni '30 durante la costruzione del Rockefeller Center. Nei materiali autobiografici di Florence Knoll si può ritrovare il ricordo del suo confronto con i pregiudizi maschili in questo luogo di lavoro: "Poiché ero l'unica donna, mi furono commissionati i pochi progetti di spazi interni". [2] Nello stesso tempo, la giovane professionista lavorava già come architetto indipendente e conobbe Hans Knoll per rapporti di lavoro.

### Knoll Associates
Nel 1943 il giovane architetto entra a far parte dell'azienda di Knoll. I due si sposarono nel 1946. Secondo Florence, Hans era un "fantastico venditore e brillante imprenditore"; lui assunse la direzione aziendale mentre lei guidò il gruppo di pianificazione appena formato e tutte le aree di progettazione dell'azienda. L'azienda fu ribattezzata Knoll Associates.
L'azienda in continua espansione non solo si basava sui progetti di Florence Knoll, ma si specializzò anche nelle idee di architetti e designer innovativi come Ludwig Mies van der Rohe, Marcel Breuer, Harry Bertoia e Isamu Noguchi, che progettarono arredi per Knoll.
Dopo la morte accidentale del marito nel 1955, Florence Knoll gestì da sola l'azienda fino al 1965. Assunse un amministratore delegato ma si occupò comunque di nuovi progetti e marketing. Dopo aver sposato il banchiere Harry Hood Basset nel 1958 e essersi trasferita a Miami, fece il pendolare tra la sua casa e New York ma gestì con successo l'azienda anche a distanza. Ad esempio, Anni Albers, ex tessitrice del Bauhaus, ha progettato modelli geometrici astratti per i tessuti delle stanze. Si ritirò dall'azienda solo nel 1965.
Florence Knoll morì a 101 anni nel 2019.

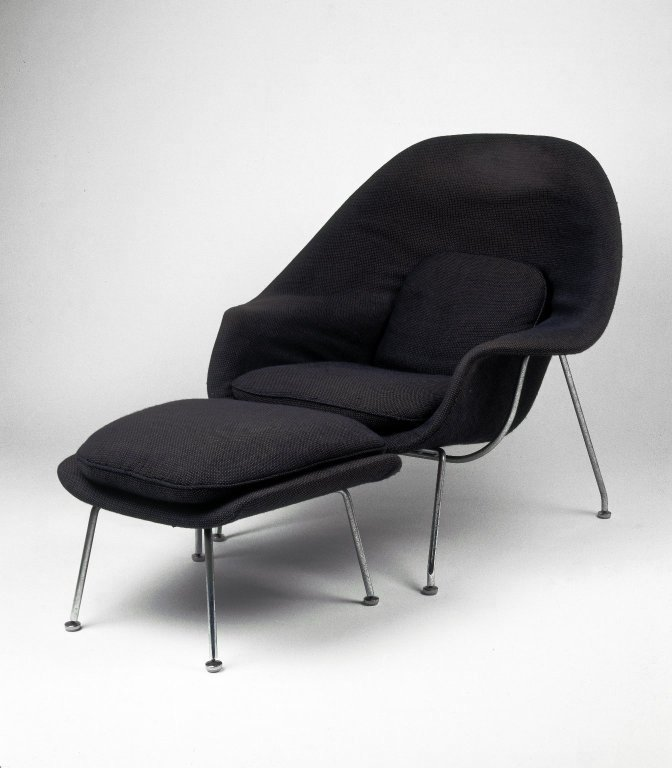
Poltrona di Eero Saarinen progettata negli anni 1947-1948 su richiesta di Florence Knoll.
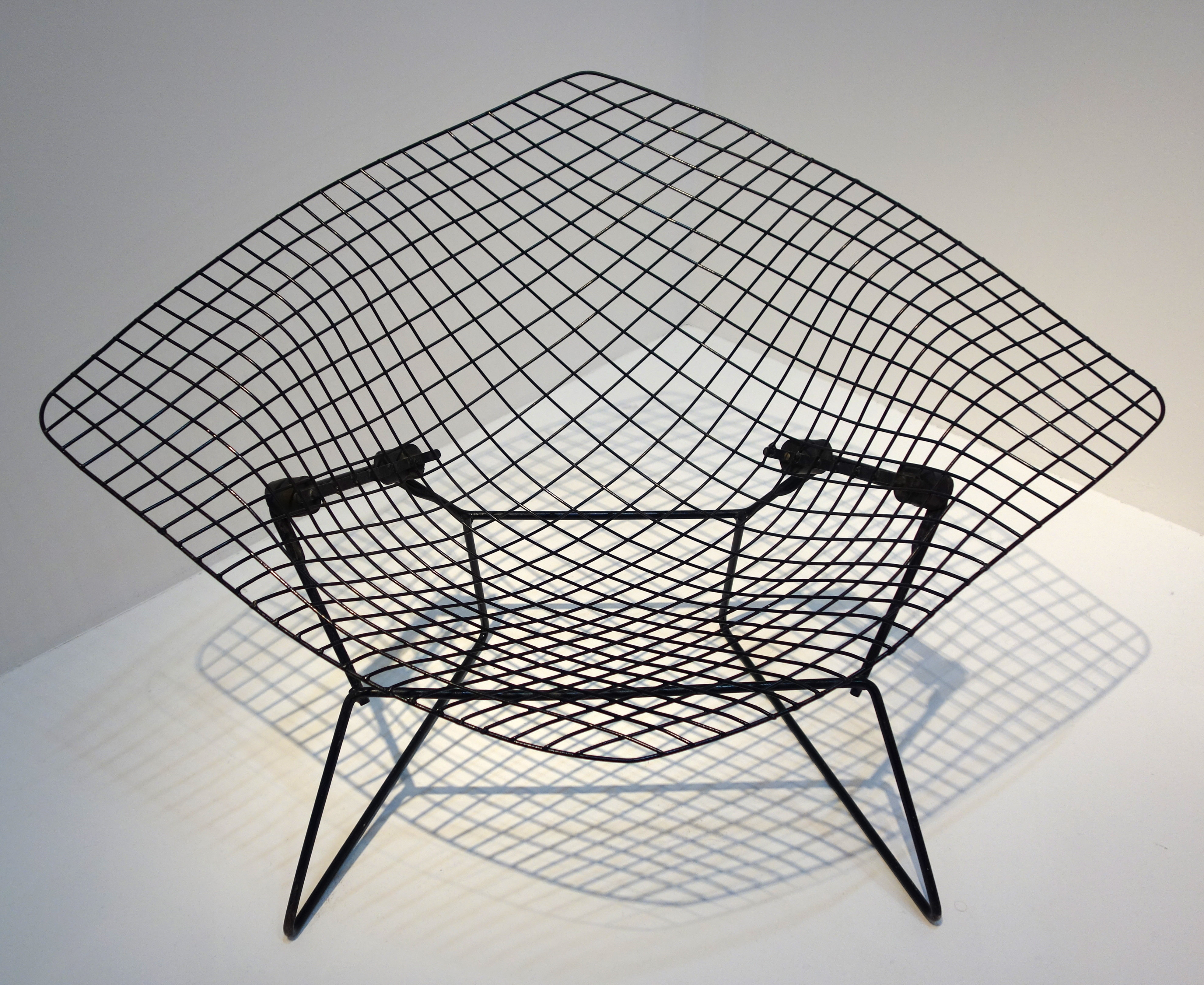
Poltrona derivata da un'opera scultorea di Knoll
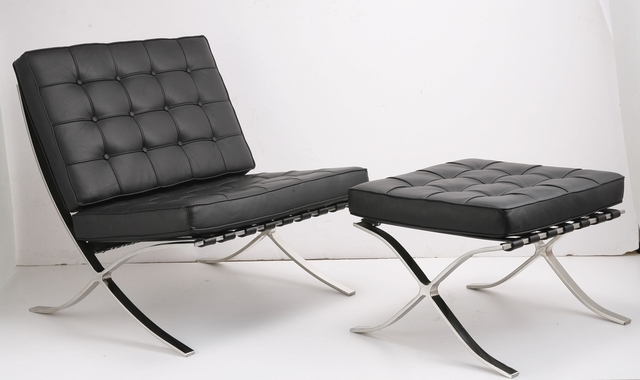
Mies van der Rohe concesse formalmente a Knoll i diritti di produzione della Poltrona Barcelona nel 1953.
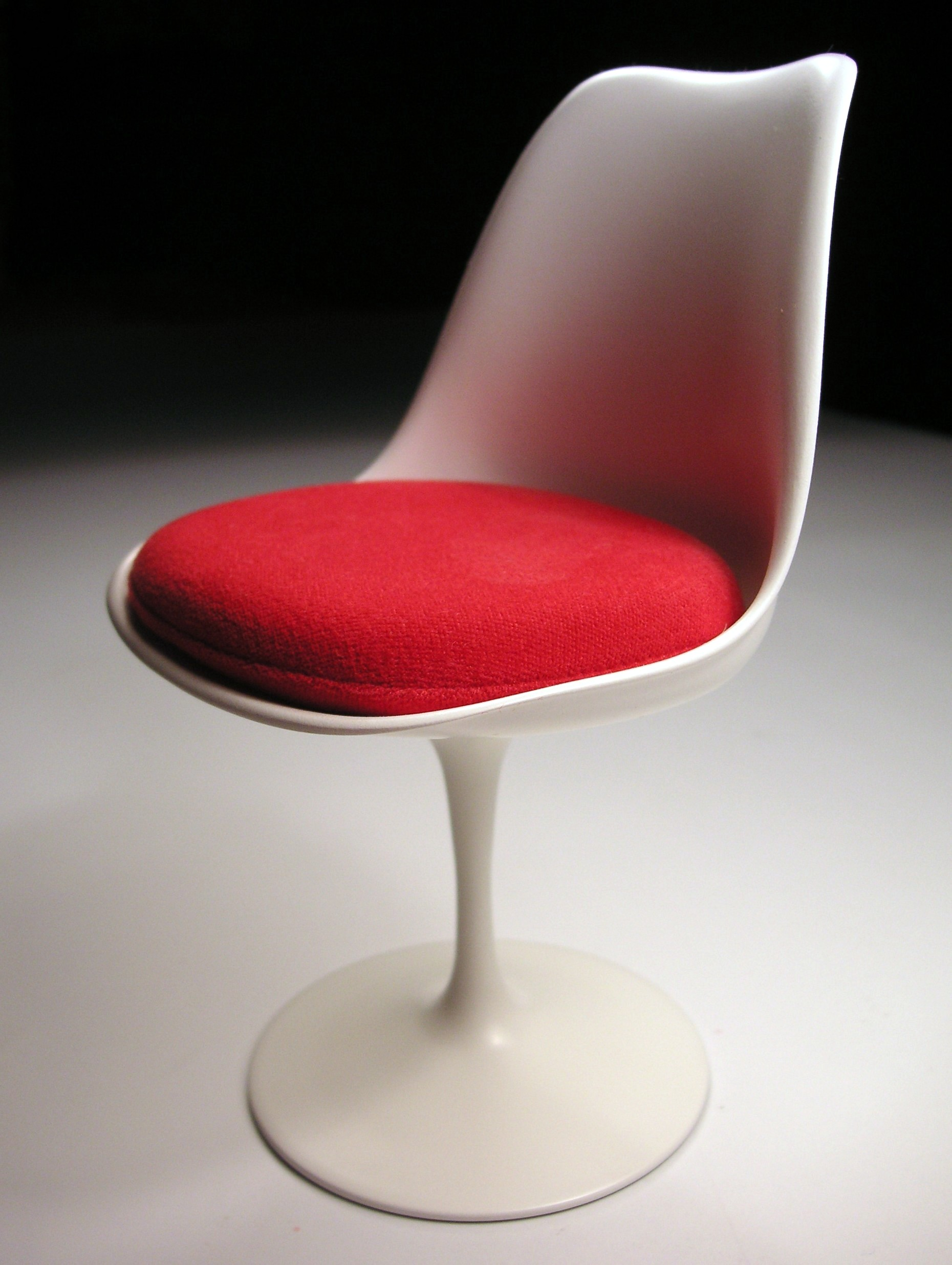
Nel 1956, Knoll presentò la sedia a tulipano di Eero Saarinen.

## Vita privata
Florence Knoll sposò Hans Knoll nel 1946; egli morì in un incidente stradale nel 1955. Nel 1958 sposò Harry Hood Bassett, il figlio di Harry H. Bassett. Il 25 gennaio 2019, Florence Marguerite Knoll Bassett è morta all'età di 101 anni a Coral Gables, in Florida.

## Riconoscimenti
Florence Knoll ricevette molti premi e riconoscimenti nel corso della sua vita, tra cui il Good Design Award del Museum of Modern Art (1950, 1953), il primo premio dell'American Institute of Decorators (1954), ed è diventata la prima donna a ricevere la medaglia d'oro per Design industriale dell'American Institute of Architects (1961). Ha ricevuto anche l'International Design Award dall'American Institute of Interior Designers (1962), il Total Design Award dall'American Society of Interior Designers (1977) e il RISD Athena Award for Creativity and Excellence (1983). Nel 1985 è stata inserita nella Interior Design Hall of Fame e nel 2002 il presidente George W. Bush le ha conferito il più alto riconoscimento della nazione per l'eccellenza artistica, la National Medal of Arts. Ha anche ricevuto lauree di dottorato honoris causa dall'Università del Vermont (2004), dall'Università di Miami (1995) e dall'Università del Minnesota (2008). [19]